# Adonisea melliflua
Adonisea melliflua là một loài bướm đêm trong họ Noctuidae.